# Championnat d'Italie féminin de rugby à XV 2024-2025
 (juin 2024).
Ne doit pas être confondu avec Championnat d'Italie de rugby à XV 2024-2025.
Navigation
Serie A Élite 2023-2024 Serie A Élite 2025-2026
Le Championnat d'Italie féminin de rugby à XV 2024-2025, ou Serie A Élite Femminile 2024-2025, oppose les huit meilleures équipes de rugby à XV du pays. Le championnat débute le 27 octobre 2024 et se termine par une finale jouée le 11 mai 2025.
À l'issue de la compétition, les Ricce de Villorba Rugby conservent leur titre national. Alice Antonazzo est élue joueuse de l'année.

## Format
Le Championnat d'Italie est disputé en une poule unique de huit équipes qui s'affrontent en matchs aller-retour. Les deux équipes les mieux classées se qualifient pour la finale, jouée sur terrain neutre. L'équipe terminant à la dernière place est reléguée en Serie A.

## Liste des équipes en compétition
| \| Colorno Padoue Villorba Milano Torino Capitolina Trévise Volvera \| Localisation des clubs engagés dans le championnat. |
| Colorno Padoue Villorba Milano Torino Capitolina Trévise Volvera                                                           |

| Équipe                  | Stade                        | Capacité | Ville    |
| ----------------------- | ---------------------------- | -------- | -------- |
| Benetton Trévise        | Centre sportif de la Ghirada | 1 000    | Trévise  |
| Unione Rugby Capitolina | Campo dell'Unione            | 2 000    | Rome     |
| Rugby Colorno           | Stade Paolo Pavesi           | 300      | Colorno  |
| CUS Milano              | Stade Bicocca                | 500      | Milan    |
| CUS Torino              | Stade Angelo Albonico        | 500      | Turin    |
| Valsugana Rugby Padoue  | Centre sportif Altichiero    | 500      | Padoue   |
| Villorba Rugby          | Stadio Comunale              | 2 000    | Villorba |
| Volvera Rugby           | Centre sportif municipal     | 100      | Volvera  |

## Classement et résultats

### Classement
| Rang | Club               | J  | V  | N | D  | Bo | Bd | Pm  | Pe  | Diff | Pts |
| ---- | ------------------ | -- | -- | - | -- | -- | -- | --- | --- | ---- | --- |
| 1    | Villorba Rugby (T) | 14 | 11 | 1 | 2  | 12 | 0  | 635 | 120 | +515 | 58  |
| 2    | Valsugana Padoue   | 14 | 12 | 1 | 1  | 8  | 0  | 471 | 140 | +331 | 58  |
| 3    | Rugby Colorno      | 14 | 12 | 0 | 2  | 9  | 2  | 497 | 122 | +375 | 55¹ |
| 4    | UR Capitolina      | 14 | 6  | 0 | 8  | 2  | 3  | 265 | 351 | -86  | 25¹ |
| 5    | CUS Milano         | 14 | 5  | 1 | 8  | 1  | 2  | 234 | 382 | -148 | 25  |
| 6    | CUS Torino         | 14 | 5  | 1 | 8  | 3  | 4  | 250 | 413 | -163 | 25¹ |
| 7    | Benetton Trévise   | 14 | 2  | 1 | 11 | 1  | 7  | 207 | 414 | -207 | 18  |
| 8    | Volvera Rugby      | 14 | 0  | 1 | 13 | 0  | 0  | 69  | 686 | -617 | 2   |

|  | Qualifié pour la finale |
|  | Relégué                 |
|  | T : tenant du titre     |

Les clubs de Rugby Colorno, de l'UR Capitolina et du CUS Torino ont reçu quatre points de pénalité pour infraction aux règlements fédéraux relatifs à l'activité de la catégorie des moins de 14 ans.

### Résultats

#### Finale
| 10 mai 2025 18 h 15 | Villorba Rugby                                                                                        | 15 - 5 (15 - 5) | Valsugana Padoue             | Stade Maurizio Quaggia, Mogliano Veneto 1 045 spectateurs Arbitre : Beatrice Smussi Diffuseur : Rai Sport |
| 10 mai 2025 18 h 15 | Essai(s) : 2 Muzzo (12e), D'Incà (37e) Transformation(s) : 1 Busana (37e) Pénalité(s) : 1 D'Incà (3e) | Rapport         | Essai(s) : 1 Vitadello (21e) | Stade Maurizio Quaggia, Mogliano Veneto 1 045 spectateurs Arbitre : Beatrice Smussi Diffuseur : Rai Sport |
| 10 mai 2025 18 h 15 | | Rapport         |                              | Stade Maurizio Quaggia, Mogliano Veneto 1 045 spectateurs Arbitre : Beatrice Smussi Diffuseur : Rai Sport |

## Statistiques

### Meilleures réalisatrices
| Rang | Joueuse             | Club           | Points |
| ---- | ------------------- | -------------- | ------ |
| 1    | Alyssa D'Incà       | Villorba Rugby | 103    |
| 2    | Francesca Granzotto | UR Capitolina  | 93     |
| 3    | Martina Busana      | Villorba Rugby | 89     |
| 4    | Gaia Buso           | Rugby Colorno  | 88     |
| 5    | Aura Muzzo          | Villorba Rugby | 80     |

### Meilleures marqueuses
| Rang | Joueuse         | Club             | Essais |
| ---- | --------------- | ---------------- | ------ |
| 1    | Alyssa D'Incà   | Villorba Rugby   | 20     |
| 2    | Aura Muzzo      | Villorba Rugby   | 16     |
| 3    | Anna Rasi       | Valsugana Padoue | 15     |
| 4    | Alice Antonazzo | Rugby Colorno    | 14     |
| 5    | Maria Magatti   | Villorba Rugby   | 11     |